# Łękinia (województwo zachodniopomorskie)
Łękinia (do 1945 niem. Friedrichsdorf) – uroczysko-dawna miejscowość położona w Polsce, w województwie zachodniopomorskim, w powiecie goleniowskim, w gminie Goleniów.
Leży około 3 kilometry na zachód od Klinisk Wielkich.
Przed 1939 rokiem miejscowość należała administracyjnie do powiatu Randow, w październiku 1939 roku włączono ją do powiatu Naugard. W 1929 roku w miejscowości znajdowały się 42 domy, zamieszkane przez 149 osób. Wszyscy mieszkańcy byli wyznania protestanckiego i należeli do parafii w Lubczynie.
Wieś została częściowo zniszczona podczas II wojny światowej, po wojnie opustoszała. Polską nazwę Łękinia wprowadzono urzędowo rozporządzeniem Ministrów Administracji Publicznej i Ziem Odzyskanych z dnia 9 grudnia 1947 roku. Obecnie wieś jest niezamieszkana, pozostały ledwo widoczne ślady po zabudowaniach oraz zdewastowany cmentarz.